# Henrique dos Santos
Henrique dos Santos, conhecido como Henrique ou Henricão, (Rio de Janeiro, 30 de agosto de 1933 - Rio de Janeiro, 19 de julho de 2023) foi um futebolista brasileiro que atuava como zagueiro. Iniciou sua carreira na Portuguesa Carioca e no início de 1957 se transferiu para o Bahia, tornando-se um dos grandes ídolos da história do clube e ganhando vários títulos, incluindo o primeiro Campeonato Brasileiro em 1959. É dito que deixou o futebol, em 1967, por causa de uma briga com o então presidente do Bahia, Osório Villas-Boas, o que o ex-jogador nega. Vivia em sua cidade natal, e batalhava contra o Mal de Alzheimer. Faleceu no dia 19 de julho de 2023 devido a um problema cardíaco.

## Títulos
Bahia
- Campeonato Brasileiro: 1959
- Campeonato Baiano: 1958, 1959, 1960, 1961 e 1962